# Feed Me
Jon Gooch, známější pod jeho přezdívkami Feed Me nebo SPOR, je drum and bassový hudebník a DJ z britského hrabství Hertfordshire.

## Diskografie

### jako Feed Me

#### Studiová alba
- Feed Me's Existential Crisis (2017)
- Feed Me's Family Reunion (2016)
- Feed Me - Psychedelic Journey Full (2014)
- Feed Me's Calamari Tuesday (2013)
- Feed Me's Big Adventure (2011)
- Feed Me's Escape from Electric Mountain (2012)

#### Extended play
- To the Stars (2011)

#### Hostování
- Meowingtons Hax Tour Trax (2011)